# Helma Schwarzmann
Helma Schwarzmann (* 1948 in Goslar) ist eine deutsche Ausbilderin, Referentin und Wettkampfrichterin im Voltigiersport. Sie war die erste Bundestrainerin der deutschen Voltigierer.

## Werdegang
Helma Schwarzmann ist die Tochter des erfolgreichen deutschen Gerätturners Alfred Schwarzmann, der bei den Olympischen Spielen 1936 in Berlin und 1952 in Helsinki insgesamt sechs Medaillen errang. Sie begann das Voltigieren 1958 in der Mannschaft der Reitgemeinschaft Goslar, mit der sie zweimal Deutscher Meister wurde. 1961 reiste Schwarzmann mit der Goslarer Voltigiergruppe für Schauauftritte bei der Washington International Horse Show in die USA. Ihre Aktivenlaufbahn als Voltigiererin endete mit der damals gültigen Altersgrenze.
1978 legte Schwarzmann die Prüfung zur Voltigierrichterin ab. In dieser Funktion war sie seitdem auf zahlreichen Turnieren tätig, unter anderem auf Deutschen Meisterschaften sowie Europa- und Weltmeisterschaften. 2006 war sie Chefrichterin bei den Weltreiterspielen in Aachen.
1991 übernahm Schwarzmann das Amt der Bundestrainerin, das sie bis 2002 innehatte. Unter ihrem Training errangen Einzelvoltigierer und Mannschaften zahlreiche Championatsmedaillen.
Helma Schwarzmann lebt in Goslar.

## Verbandsarbeit
- 1984–1992 Mitglied im Fachausschuss Voltigieren des Landesverbandes Hannover-Bremen
- 1989–1990 Mitglied im Sub-Komitee Voltigieren des Weltreiterverbandes (FEI)
- 1990–2002 Mitglied im Voltigierkomitee der FEI, ab 1993 als Vorsitzende
- 1991–2002 Bundestrainerin

## Erfolge
als Voltigiererin
Deutsche Meisterschaften: 2 Goldmedaillen im Gruppenvoltigieren (1963, 1964)
als Bundestrainerin
26 Gold-, 22 Silber- und 16 Bronzemedaillen bei Europa- und Weltmeisterschaften

## Auszeichnungen
- 2002 Deutsches Reiterkreuz in Silber
- 2009 Voltigiermeister